# Drum Mountains
Drum Mountains — залізний метеорит масою 529000 грам.